# Endurecimiento por dispersión
El endurecimiento (metalurgia) debido a la introducción de una segunda fase se conoce como endurecimiento por dispersión. 
La segunda fase es el fenómeno que ocurre cuando se excede la solubilidad de un material al agregar demasiado de un elemento o compuesto de aleación, produciendo así un material con dos fases. El límite entre las dos fases es una superficie donde el arreglo atómico no es perfecto, en metales este límite interfiere con es deslizamiento o movimiento de las dislocaciones ocasionando endurecimiento.
En las aleaciones simples endurecidas por dispersión se introducen partículas pequeñas
(resistentes y duras) de una fase, en una segunda fase más débil pero más dúctil.
A la fase blanda, generalmente contenida en mayores cantidades, se le llama matriz. A la fase dura puede llamarsele fase dispersa o precipitado, debe ser lo suficientemente pequeño para conformar obstáculos eficaces a las dislocaciones para generar el mecanismo de endurecimiento. 
Si la resistencia y tenacidad son los objetivos de la incorporación de una fase dispersa, seguir esta guía.
- La matriz debe ser blanda y dúctil, mientras que la fase dispersa debe ser dura y resistente.

- La fase dispersa debe ser discontinua, evitando la propagación de grietas y la matriz continua.

- Las partículas de fase dispersa deben ser pequeñas y numerosas.
- Las partículas de la fase dispersa deben ser redondas para evitar la probabilidad de iniciar una grieta.
- Las concentraciones más altas de la fase dispersa incrementan la resistencia de la aleación.

- Datos: Q56377663